# قصبه پیشنا
قصبه پیشنا (به اویغوری: پىشنا يېزىسى)(به چینی: 皮西那乡، به پین‌یین: Píxīnà Xiāng) یک قصبه در چین است که در شهرستان گوما، ولایت ختن، منطقه سین‌کیانگ واقع شده‌است. قصبه پیشنا ۷٬۴۹۶ نفر جمعیت دارد.